# Malcolm Delaney
Malcolm Hakeem Delaney (Baltimore, Maryland, 11 de març de 1989) és un jugador de bàsquet nord-americà que pertany a la plantilla de l'Olimpia de Milà. Amb 1,91 d'alçada, el seu lloc natural en la pista és el de base.

## Trajectòria esportiva

### Universitat
Va jugar quatre temporades a Virginia Tech, en les quals va fer una mitjana de 16,6 punts i 4,0 assistències per partit. En les seves dues últimes temporades va ser inclòs en el millor quintet de l'Atlantic Coast Conference.

### Europa
Després de no ser triat al Draft de l'NBA de 2011, va marxar a Europa, i en tres anys es va proclamar campió de lliga a França, Ucraïna i Alemanya.
El 2014, fou l'MVP de la final de la Beko BBL així com de la Lliga Regular amb el Bayern de Múnic. En l'Euroleague hi va fer una mitjana de 13,9 punts, 4,5 assistències i 1 robatori mentre que en la lliga alemanya hi va fer una mitjana de 12 punts i 4,3 assistències.
L'agost de 2014 va fitxar pel Lokomotiv Kuban. L'any 2016 juga la Final Four per primera vegada en la història de l'equip rus

### NBA
El juliol de 2016 va signar contracte per dues temporades i 2 milions de dòlars pels Atlanta Hawks de l'NBA.

### Xina
El juliol de 2018 va fitxar pels Guangdong Southern Tigers de la CBA xinesa.

### Catalunya
Al setembre de 2019 fitxa pel FC Barcelona de la Lliga ACB espanyola per una temporada, més una altra d'opcional.

### Itàlia
El juny de 2020 es va anunciar el seu fitxatge per l'Olimpia de Milà